# 鈴木陽斗実
鈴木 陽斗実（すずき ひとみ、1996年6月21日 - 2022年12月18日）は、日本の女性声優。学位は学士（音楽）（東京芸術大学・2019年）。千葉県出身。オフィスPACに準所属していた。声優ユニット「NOW ON AIR」のメンバーで、メンバーカラーは白。

## 来歴
趣味のカラオケに行っていた時に宣伝映像で、東北新社とCSファミリー劇場による「キミコエ・オーディション」の第1弾オーディションのことを偶然知った。当初はあまり興味なかったが、一緒にいた友人に「応募してみたら？」と言われたため、歌うことは好きで、「試しに応募してみようかな」、「私なんて受からないだろうな…」くらいの軽い気持ちで、2016年に同オーディオションに参加。約3000人の応募者から6人の合格者のうちの1人となる。合格者6人によって結成された声優ユニット「NOW ON AIR」のメンバーとして活動を開始。メンバー全員が主要キャラクターとして出演し、本格的な声優デビュー作となった2017年8月25日公開の劇場アニメ『きみの声をとどけたい』では琵琶小路乙葉役を担当した。
東京芸術大学音楽学部附属音楽高等学校を経て東京芸術大学音楽学部クラリネット専攻に入学し、2019年に卒業した。
2020年7月22日よりメディアミックス企画『Cheer球部!』で川端華役を務め、メインキャスト10名による声優ユニット「Qace」のメンバーとしても活動し、楽曲のクラリネット演奏でも参加していた。
2021年1月22日、病気療養のために当面休業することがオフィスPACより発表された。NOW ON AIRの活動休止が発表された7月2日に自身のTwitterを更新し、悪性腫瘍が見つかって治療に専念中であること、経過良好であるが治療がまだ続くことを公表した。『Cheer球部!』の川端華役は、同年4月よりプロダクション・エース所属の戸張琴子が後任となっている。
2021年12月9日に療養期間を終えて退院し、復帰に向けて調整中であることが所属事務所から発表された。
2022年12月18日、癌のため死去。同年12月24日にオフィスPACの公式サイトで発表された。26歳没。

## 人物
趣味は絵を描くこと。特技は楽器演奏。小学生の頃からクラリネットを習っており、大学卒業まで9年間学んだ。大学時代は周囲のレベルに圧倒され、漠然とした日々を過ごしていたという。

## 出演
太字はメインキャラクター。

### テレビアニメ
- オーバーロードII（2018年、メイド）
- ルパン三世 PART5（2018年、女生徒A）
- 厨病激発ボーイ（2019年、女子生徒）[16]
- ノー・ガンズ・ライフ（2019年、少女）[17]
- 啄木鳥探偵處（2020年、女性客）[18]
- すばらしきこのせかい The Animation（2021年、女子高生A）

### 劇場アニメ
- きみの声をとどけたい（2017年、琵琶小路乙葉[10]）
- 薄墨桜 -GARO-（2018年、姫）

### ゲーム
- バイオハザード レジスタンス（2020年、ヴァレリー・ハーモン[19]）
- 装甲娘 ミゼレムクライシス（2020年、パーフェクトZX3〈アキバタアリス〉[20][21]）
- モンスターストライク（2020年、クィーン・ハーチェル[22]）
- トムとジェリー：チェイスチェイス（2021年）[23]
- モンスターハンターストーリーズ2 〜破滅の翼〜（2021年、主人公ライダー[24]）

### 吹き替え

#### 映画
- エブリデイ（2018年）
- The Beguiled/ビガイルド 欲望のめざめ（2018年、ジェーン〈アンガーリー・ライス〉）
- フィール・ザ・ビート（英語版）（2020年、ズズ〈シェイリー・マンスフィールド〉 他[25]）

#### ドラマ
2019年
- ニックのいたずら（2019年、マリア）
- クリミナル・マインド・シーズン14 FBI行動分析課（ナオミ）

2020年
- ダーク・マテリアルズ/黄金の羅針盤（サルシリア〈エロイーズ・リトル〉）
- NCIS: ニューオーリンズ シーズン5（ナオミ）
- レ・ミゼラブル
- ゲット・イーブン 〜タダで済むと思った？〜（ジェマイマ〈ジョエル・ブロミッジ〉）
- シットコム大運動会「ファミリー・ストーリー:犬猿の仲?」（BB〈ベラ・ポダラス〉）

#### アニメ
- OLOBOB TOP/オロボブトップ（英語版）（2018年）
- ミッキーマウス ミックス・アドベンチャー（2019年）[34]
- ライオン・ガード（2019年）[35][36]
- オクトノーツとグレート・バリア・リーフ（2020年）[37]

### ナレーション
- キャンプの沼びと 激アツ道具（ギア）（2021年1月25日、ファミリー劇場CLUB）[38]

### その他コンテンツ
- Cheer球部!（2020年、川端華[39]〈初代〉）

## ディスコグラフィ

### キャラクターソング
| 発売日         | 商品名                   | 歌          | 楽曲                         | 備考                  |
| -------------- | ------------------------ | ----------- | ---------------------------- | --------------------- |
| 2020年11月25日 | HIT&CHEER!               | Cheer球部！ | 「HIT&CHEER!」               | 『Cheer球部！』関連曲 |
| 2021年3月31日  | ダイヤみたいなGLORY DAYS | Qace        | 「ダイヤみたいなGLORY DAYS」 | 『Cheer球部！』関連曲 |

### 演奏参加
- TVアニメ『はてな☆イリュージョン』オリジナルサウンドトラック - クラリネットで参加[40]
- Cheer球部! 1st応援歌「HIT＆CHEER!」 - クラリネットで参加

### ユニットメンバー
1. 1 2  援川千明（伊藤梨花子）、春原珠希（田中有紀）、水城アリサ（須藤叶希）、古村伊織（飯野美紗子）、川端華（鈴木陽斗実）、長宮小町（神戸光歩）、真田歩（片平美那）、入野沢さくら（岩淵桃音）、山科ほたる（古川未央那）、瑞野磨子（藍本あみ）